# They Don't Make 'em Like My Daddy (álbum)
They Don't Make 'em Like My Daddy es un álbum de estudio de la cantante de música country estadounidense Loretta Lynn. Fue publicado en septiembre de 1974 a través de MCA Records.

## Grabación y contenido
Las sesiones de grabación del álbum tuvieron lugar en Bradley's Barn, un estudio ubicado en Mount Juliet, TN. Las sesiones comenzaron el 4 y 5 de marzo de 1974, y le siguieron tres sesiones adicionales el 18, 19 y 20 de junio. Tres canciones del álbum fueron de sesiones de grabación anteriores. «They Don't Make 'em Like My Daddy»  se grabó el 25 de abril de 1972, durante una sesión para Here I Am Again de 1972. «Ain't Love a Good Thing» y «Nothin'» se grabaron durante las sesiones para Love Is the Foundation de 1973, el 27 y 28 de marzo de 1973, respectivamente.
They Don't Make 'em Like My Daddy contenía once canciones. Muchos de los temas del álbum eran nuevas grabaciones, como la canción que da nombre al LP, que fue escrita por Jerry Chesnut. Los temas «We've Already Tasted Love» de Bobby Harden y «Out of Consideration» de Lorene Allen y James Owen también forman parte del repertorio de canciones originales; Lynn ya había grabado previamente varias canciones escritas por Harden y Allen. Otras canciones del álbum eran versiones de material previamente grabado por otros artistas de country. Esto incluyó versiones de «Behind Closed Doors» y «I Love», que se convertirían en éxitos número uno para los músicos Charlie Rich y Tom T. Hall, respectivamente. «If You Love Me (Let Me Know)» fue grabada por primera vez por Olivia Newton-John, mientras que «I've Never Been This Far Before» fue interpretada por primera vez por Conway Twitty.

## Promoción

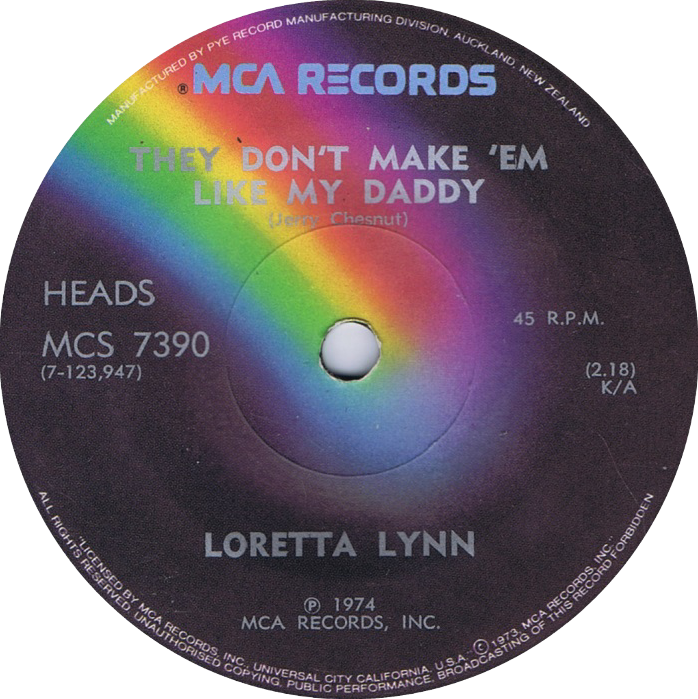
Una de las etiquetas del lado A del lanzamiento en los Estados Unidos de «They Don't Make 'em Like My Daddy»

They Don't Make 'em Like My Daddy incluía dos sencillos que se convirtieron en grandes éxitos en 1974. El primero en ser lanzado fue la canción que da nombre al álbum en abril de 1974. La canción alcanzó el puesto número 4 en la lista Hot Country Singles. Tuvo un mejor desempeño en la lista canadiense Country Playlist, alcanzando el número uno. El segundo y último sencillo lanzado fue «Trouble in Paradise» en agosto de 1974. Después de doce semanas en la lista Hot Country Singles, alcanzó el número 1 el 23 de noviembre. También apareció en la lista canadiense Country Playlist, alcanzando solamente el número 14. Fue su segundo número uno en la lista Hot Country Singles en 1974, después de que su colaboración con Conway Twitty, «As Soon as I Hang Up the Phone», encabezara la lista el 17 de agosto.

## Recepción de la crítica
Un escritor no especificado de la revista Cash Box declaró: “Una sensación de felicidad ilimitada es inherente a todas sus canciones, incluso si son del tipo balada lamentada. La dama canta con un refinado sentido de la interpretación que la ubica entre las mejores intérpretes del country”.

## Lista de canciones
| Lado uno |                                     |                         |          |  |
| N.º      | Título                              | Escritor(es)            | Duración |  |
| 1.       | «They Don't Make 'em Like My Daddy» | Jerry Chesnut           | 2:18     |  |
| 2.       | «Behind Closed Doors»               | Kenny O'Dell            | 2:47     |  |
| 3.       | «If You Love Me (Let Me Know)»      | John Rostill            | 3:13     |  |
| 4.       | «I've Never Been This Far Before»   | Conway Twitty           | 3:15     |  |
| 5.       | «We've Already Tasted Love»         | Bobby Harden            | 2:14     |  |
| 6.       | «Out of Consideration»              | Lorene Allen James Owen | 2:58     |  |

| Lado dos |                                     |                |          |  |
| N.º      | Título                              | Escritor(es)   | Duración |  |
| 1.       | «Trouble in Paradise»               | O'Dell         | 2:10     |  |
| 2.       | «I Love»                            | Tom T. Hall    | 2:04     |  |
| 3.       | «Don't Leave Me Where You Found Me» | Don Choate     | 2:49     |  |
| 4.       | «Ain't Love a Good Thing»           | Dallas Frazier | 2:38     |  |
| 5.       | «Nothin'»                           | Jimmy Peppers  | 2:37     |  |

## Posicionamiento
| Gráfica (1974)                             | Pico de posición |
| ------------------------------------------ | ---------------- |
| Estados Unidos (Billboard Hot Country LPs) | 6                |